# Scinax crospedospilus
Scinax crospedospilus es una especie de anfibios de la familia Hylidae. Es endémica de Brasil.
Sus hábitats naturales incluyen zonas de arbustos, praderas parcialmente inundadas, marismas de agua dulce, corrientes intermitentes de agua, pastos, zonas previamente boscosas ahora muy degradadas, estanques, canales y diques.